# Kukačka guira
Kukačka guira (Guira guira) je druh kukačky žijící na východě Jižní Ameriky, konkrétně na jihu a východě Brazílie, severovýchodě Argentiny a v Bolívii, Paraguayi a Uruguayi.
Jejím domovem jsou pampy a další křovinatá či travnatá území se solitérními stromy. Využívá i zemědělské plochy či zahrady. Žije v korunách stromů i na zemi, na obojím často poskakuje.
Jde o společenský druh ptáka žijící ve skupině až 18 jedinců. Každá skupina má své teritorium, které si chrání. Staví si vlastní hnízda, ovšem zpravidla společně v rámci skupiny. Samice snáší 5 až 7 tmavě zelených vajec, na nichž sedí 10 až 15 dní.
Živí se hmyzem, menšími obratlovci či vejci.
Dosahuje délky 36 až 42 cm (z toho na ocas připadá 20 cm) a váhy 130 g, resp. 103–168,6 g.
Má velmi specifický zvukový projev, který připomíná naříkání a hvízdání píšťalky.
Je řazena mezi málo dotčené taxony.

## Chov v zoo
V evropských zoo je tento druh chován poměrně zřídka. V červnu 2020 se jednalo o 26 zoo zařízení, z toho dvě v Česku:
- Zoo Plzeň
- Zoo Praha

Na Slovensku je tato kukačka chována v Zoo Bojnice. V žádné jiné české ani slovenské zoologické zahradě chována ani historicky nebyla.

### Chov v Zoo Praha
Do Zoo Praha byla kukačka guira prvně dovezena v roce 1993. Jednalo se o čtyři jedince z německé Zoo Wuppertal. Chov byl ukončen v roce 1995 a poté došlo ke krátkodobému obnovení chovu v letech 2013 až 2014, kdy byl získán samec. Současný chov započal v roce 2015 dovozem tří samců a tří samic ze zoologické zahrady v Heidelbergu. Na konci roku 2018 bylo chováno 12 jedinců. V roce 2019 byla odchována čtyři mláďata a na konci roku bylo chováno 14 jedinců. V květnu 2020 se vylíhla tři mláďata.